# Parodie Disney
Le parodie Disney sono una serie di storie a fumetti Disney, perlopiù di produzione italiana, la cui trama ricalca principalmente classici della letteratura (e saltuariamente del teatro e del cinema), anche se talvolta le storie si discostano anche di molto dalla trama originaria, o sono ambientate in epoca contemporanea.
Le storie sono state pubblicate inizialmente sulla rivista italiana Topolino e in seguito ripubblicate, singolarmente e non in ordine cronologico, sia in serie di albi che propongono ristampe di storie classiche (come i Classici Disney) sia, previo rimontaggio delle strisce, in volumi cartonati di grande formato, corredate da materiale editoriale che introduce brevemente sia l'opera parodiata sia la parodia stessa.

## Le storie

### Origini
Già nelle prime storie a strisce realizzate da Floyd Gottfredson negli Stati Uniti d'America vi erano riferimenti a opere classiche come ad esempio Topolino sosia di re Sorcio (1937-1938) ispirate al romanzo Il prigioniero di Zenda, Topolino all'età della pietra (1940-1941) a Il mondo perduto, Topolino buffone del re (1950) alla La maschera di ferro e Topolino e il deserto del nulla (1953) al Mago di Oz.
In Italia si incomincia a parlare di parodie di classici della letteratura nel 1949-1950, quando venne pubblicata, sui numeri dal 7 al 12 di Topolino, L'inferno di Topolino, prima parodia realizzata da autori italiani; la storia venne scritta da Guido Martina e disegnata da Angelo Bioletto e, diversamente dalla consuetudine di indicare solo Disney come autore, viene accreditata la verseggiatura a Martina, particolare inusuale rispetto all'anonimato in cui versavano gli autori dell'epoca.
Il secondo esempio di parodia con personaggi della Disney si ebbe nel 1956, quando sempre su Topolino venne pubblicata Paperino Don Chisciotte alla quale seguirono l'anno successivo Paperin di Tarascona e Paperino e il conte di Montecristo sempre scritte da Guido Martina mentre i disegni erano di Pierlorenzo De Vita e di Luciano Bottaro. Dal 1958 Carlo Chendi, insieme al disegnatore Bottaro, realizzò Il Dottor Paperus, parodia del Dr. Faust a cui seguirà il ciclo paperingio degli anni sessanta. Guido Martina nel frattempo continuava, in collaborazione con Pierlorenzo De Vita e con Luciano Bottaro, a realizzare parodie come Paperin Meschino del 1958 in cui viene spiegata l'origine della sfortuna di Paperino, Paperiade e Paperino Girandola.

### Anni 1960
Chendi è l'ideatore del ciclo paperingio, un ciclo di quattro storie realizzate tra il 1961 e il 1996 con il disegnatore Bottaro e ambientate all'epoca di Carlo Magno che viene parodiato da Papero Magno, alter ego di Paperone: il ciclo è composto da Paperin Furioso, ispirata all'Orlando furioso, Paperino il Paladino, ispirata all'Orlando innamorato, Paperino e il tesoro di Papero Magno e Paperino e Paperotta. Altre parodie del periodo furono Paperino e l'isola del tesoro (1960), Paperin Babà e la Paperopoli liberata, parodia della Gerusalemme liberata ambientata a Paperopoli in epoca contemporanea.

### Anni 1970
Negli anni '70 si possono ricordare Sandopaper e la Perla di Labuan, ispirata ai romanzi del ciclo malese di Salgari, o Paperino e il revival dell'indipendenza, che celebra il bicentenario dell'indipendenza degli Stati Uniti, scritta da Guido Martina e disegnata da Giovan Battista Carpi e pubblicata su Topolino n. 1077 e 1078 del 1976. È una delle poche storie di Martina in cui Paperino riesce ad avere la meglio su Paperone: come è stato osservato, una parodia della rivoluzione americana non poteva che avere come vincitori gli americani Paperino e Qui, Quo, Qua e sconfitto il "britannico" Paperone (nato in Scozia). Le analogie con la vera storia della Rivoluzione americana sono le seguenti:
- La scena iniziale di Paperino che riceve dallo zio una lettera senza francobollo è un chiaro riferimento alla tassa sul bollo che i coloni americani furono costretti a pagare dal governo inglese nel 1763. Il rifiuto di Paperino di pagare il francobollo mancante ricorda la ribellione dei coloni contro lo Stamp Act e le altre tasse imposte dagli inglesi.[4]
- nelle pagine successive un flashback rievoca la rivoluzione americana.[4]
- La scena in cui Qui, Quo, Qua si recano in monopattino dalle Giovani Marmotte per chiedere aiuto ricorda la cavalcata di Paul Revere.[3]
- La scena di Qui, Quo, Qua e le altre GM che buttano il tè di Paperone in mare è ispirata a un avvenimento analogo avvenuto durante la rivoluzione americana in cui dei rivoluzionari americani buttarono in mare delle casse di tè che si trovavano in una nave inglese, in un'azione di sabotaggio.[3]

Ispirazioni
- Il risveglio atipico dell'alter ego di Paperino nel flashback (che corre alle armi da sonnambulo, continuando a dormire) ricorda una scena simile presente nella barksiana Paperino capo pompiere (1947).[5]
- Ci sono analogie anche con Paperino e lo spirito del 76, storia del 1950 realizzata da Riley Thomson.[3]

### Anni 1980
Negli anni 1980, Giovan Battista Carpi sceneggiò e disegnò due parodie, che ebbero ottimo riscontro presso pubblico e critica:
- Guerra e pace
- Il mistero dei candelabri

## Collane

### Le grandi parodie Disney
Dal 1992 al 2001 fu pubblicata la collana Le grandi parodie Disney, in 78 volumi (brossurati da 1 a 30, cartonati da 31 a 78; grafica di copertina differente per i blocchi: 1-15, 16-29, 30-71, 72-78, per i quali ultimi sette compare anche la dicitura aggiuntiva Pippoparodie; copertine di: Giovan Battista Carpi, 1-32; Marco Ghiglione: 33-55; Lorenzo Pastrovicchio: 56-71; Donald Soffritti: 72-78).
| #  | Parodia Disney                                           | Testo                                   | Disegni                                    | Anno di uscita | Oggetto della parodia                                                   |
| -- | -------------------------------------------------------- | --------------------------------------- | ------------------------------------------ | -------------- | ----------------------------------------------------------------------- |
| 1  | Paperin Meschino                                         | Guido Martina                           | Pier Lorenzo De Vita                       | 1958           | Andrea da Barberino, Guerin Meschino                                    |
| 2  | Paperino Don Chisciotte                                  | Guido Martina                           | Pier Lorenzo De Vita                       | 1956           | Miguel de Cervantes, Don Chisciotte della Mancia                        |
| 3  | Il Dottor Paperus                                        | Carlo Chendi                            | Luciano Bottaro                            | 1958           | Johann Wolfgang von Goethe, Faust                                       |
| 4  | L'Inferno di Topolino                                    | Guido Martina                           | Angelo Bioletto                            | 1949-1950      | Dante Alighieri, Inferno                                                |
| 5  | Paperino e i tre moschettieri                            | Guido Martina                           | Pier Lorenzo De Vita                       | 1957           | Alexandre Dumas padre, I tre moschettieri                               |
| 6  | Paperino e il conte di Montecristo                       | Guido Martina                           | Luciano Bottaro                            | 1957           | Alexandre Dumas padre, Il conte di Montecristo                          |
| 7  | Paperin di Tarascona                                     | Guido Martina                           | Luciano Bottaro                            | 1957           | Alphonse Daudet, Tartarino di Tarascona                                 |
| 8  | Paperin Fracassa                                         | Guido Martina                           | Romano Scarpa                              | 1967           | Théophile Gautier, Il Capitan Fracassa                                  |
| 9  | Paperino di Munchhausen                                  | Guido Martina                           | Pier Lorenzo De Vita                       | 1958           | Rudolf Erich Raspe, Le avventure del barone di Münchhausen              |
| 10 | El Kid Pampeador                                         | Guido Martina                           | Luciano Bottaro                            | 1959           | Cantare del Cid                                                         |
| 11 | Guerra e pace                                            | Giovan Battista Carpi                   | Giovan Battista Carpi                      | 1986           | Lev Tolstoj, Guerra e pace                                              |
| 12 | Paperodissea                                             | Guido Martina                           | Pier Lorenzo De Vita                       | 1961           | Omero, Odissea                                                          |
| 13 | Paperiade                                                | Guido Martina                           | Luciano Bottaro                            | 1959           | Omero, Iliade                                                           |
| 14 | Topolino in: Il nome della mimosa                        | Bruno Sarda                             | Giampiero Ubezio                           | 1988           | Umberto Eco, Il nome della rosa                                         |
| 15 | Paperopoli liberata                                      | Guido Martina                           | Giovan Battista Carpi                      | 1967           | Torquato Tasso, Gerusalemme liberata                                    |
| 16 | I promessi paperi                                        | Edoardo Segantini                       | Giulio Chierchini                          | 1976           | Alessandro Manzoni, I promessi sposi                                    |
| 17 | Paperin Babà e Le avventure di Paperin-Simbad            | Carlo Chendi                            | Luciano Bottaro                            | 1961           | Le mille e una notte (rispettivamente i racconti di Alì Babà e Sindbad) |
| 17 | Paperin Babà e Le avventure di Paperin-Simbad            | Giorgio Ferrari                         | Miquel Pujol                               | 1985           | Le mille e una notte (rispettivamente i racconti di Alì Babà e Sindbad) |
| 18 | Canto di Natale                                          | Guido Martina                           | José Colomer Fonts                         | 1982           | Charles Dickens, Canto di Natale                                        |
| 19 | La leggenda di Paperin Hood                              | Romano Scarpa                           | Romano Scarpa                              | 1960           | Robin Hood                                                              |
| 20 | Paperino principe di Dunimarca                           | Gian Giacomo Dalmasso                   | Giovan Battista Carpi                      | 1960           | William Shakespeare, Amleto                                             |
| 21 | Paperino e l'oro di Reno ovvero L'anello dei nani lunghi | Guido Martina                           | Pier Lorenzo De Vita                       | 1959           | Canzone dei Nibelunghi                                                  |
| 22 | Zio Paperone e il viaggio al centro della Terra          | Fabio Michelini                         | Guido Scala                                | 1984           | Jules Verne, Viaggio al centro della Terra                              |
| 23 | Paperino missione Bob Fingher                            | Carlo Chendi                            | Giovan Battista Carpi                      | 1966           | Missione Goldfinger (regia di Guy Hamilton)                             |
| 24 | Paperin Furioso                                          | Luciano Bottaro                         | Luciano Bottaro                            | 1966           | Ludovico Ariosto, Orlando furioso                                       |
| 25 | Topolino in... E.B. l'extraterrestre                     | Frank Gordon Payne                      | Sergio Asteriti                            | 1983           | E.T. l'extra-terrestre (regia di Steven Spielberg)                      |
| 26 | Paperino e le ventimila beghe sotto i mari               | Massimo Marconi                         | Luciano Gatto                              | 1975           | Jules Verne, Ventimila leghe sotto i mari                               |
| 27 | Topomouche, storia di amori e di spada                   | Bruno Concina                           | Giorgio Cavazzano                          | 1989           | Rafael Sabatini, Scaramouche                                            |
| 28 | Paperinik e l'arca dimenticata                           | Bruno Concina                           | Massimo De Vita                            | 1986           | I predatori dell'arca perduta (regia di Steven Spielberg)               |
| 29 | Topolino e il Pippotarzan                                | Romano Scarpa                           | Romano Scarpa                              | 1957           | Edgar Rice Burroughs, Tarzan delle Scimmie                              |
| 30 | La storia di Marco Polo detta Il Milione                 | Guido Martina, Romano Scarpa            | Romano Scarpa                              | 1982           | Marco Polo, Il Milione                                                  |
| 31 | Paperino e l'isola del tesoro                            | Luciano Bottaro                         | Luciano Bottaro                            | 1959           | Robert Louis Stevenson, L'isola del tesoro                              |
| 32 | I promessi topi                                          | Bruno Sarda                             | Franco Valussi                             | 1989           | Alessandro Manzoni, I promessi sposi                                    |
| 33 | Le straordinarie avventure di Paperino Girandola         | Guido Martina                           | Pier Lorenzo De Vita                       | 1959           | Albert Robida, Viaggi straordinarissimi di Saturnino Farandola          |
| 34 | Le avventure di Top Sawyer                               | Fabio Michelini                         | Maria Luisa Uggetti                        | 1990           | Mark Twain, Le avventure di Tom Sawyer                                  |
| 35 | Paperino e il giro del mondo in otto giorni              | Carlo Chendi                            | Giovan Battista Carpi                      | 1961           | Jules Verne, Il giro del mondo in ottanta giorni                        |
| 36 | Topolino corriere dello zar                              | Gian Giacomo Dalmasso                   | Giovan Battista Carpi                      | 1966           | Jules Verne, Michele Strogoff                                           |
| 37 | Il Corsaro Paperinero                                    | Guido Martina                           | Luciano Bottaro                            | 1970           | Emilio Salgari, Il Corsaro Nero                                         |
| 38 | I viaggi di Papergulliver                                | Osvaldo Pavese                          | Guido Scala                                | 1984           | Jonathan Swift, I viaggi di Gulliver                                    |
| 39 | Topolino e la guerra dei mondi                           | Alessandro Sisti                        | Maria Luisa Uggetti                        | 1987           | H. G. Wells, La guerra dei mondi                                        |
| 40 | Sandopaper e la Perla di Labuan                          | Giovan Battista Carpi, Michele Gazzarri | Giovan Battista Carpi                      | 1976           | Emilio Salgari, Le tigri di Mompracem                                   |
| 41 | Paperino e l'avventura in Transilvania                   | Claudia Salvatori                       | Massimo De Vita                            | 1986           | Bram Stoker, Dracula                                                    |
| 42 | Il principe e il povero                                  | —                                       | Sergio Asteriti                            | 1992           | Mark Twain, Il principe e il povero                                     |
| 43 | Pippo e i cavalieri della tavola rotonda                 | Anne-Marie Dester                       | Pier Lorenzo De Vita                       | 1976           | Ciclo arturiano                                                         |
| 44 | Zio paperone e il pianeta probito                        | Fabio Michelini                         | Marçal Abella Bresco                       | 1990           | Il pianeta proibito (regia di Fred M. Wilcox)                           |
| 45 | Topolino nel favoloso regno di Shan-Grillà               | Romano Scarpa                           | Romano Scarpa                              | 1961           | James Hilton, Orizzonte perduto                                         |
| 46 | Paperina nel fantastico regno di Ot                      | Sauro Pennacchioli                      | Alberico Motta                             | 1987           | L. Frank Baum, Il meraviglioso mago di Oz                               |
| 47 | Paperino e il pendolo di Ekòl                            | Bruno Sarda                             | Franco Valussi                             | 1991           | Umberto Eco, Il pendolo di Foucault                                     |
| 48 | Topolino e il fantasma dell'Opera                        | Alessandro Bencivenni                   | Luciano Gatto                              | 1984           | Gaston Leroux, Il fantasma dell'Opera                                   |
| 49 | Paperino e il revival dell'indipendenza                  | Guido Martina                           | Giovan Battista Carpi                      | 1976           | Rivoluzione americana                                                   |
| 50 | Zio Paperone e la locandiera                             | Massimo Marconi, Alessandro Bencivenni  | Maurizio Amendola                          | 1989           | Carlo Goldoni, La locandiera                                            |
| 51 | Paperino il paladino                                     | Luciano Bottaro                         | Luciano Bottaro                            | 1960           | Matteo Maria Boiardo, Orlando innamorato                                |
| 52 | Topolino e i dolci segreti di Twin Pipps                 | Mario Volta                             | Roberto Marini                             | 1992           | I segreti di Twin Peaks (regia di David Lynch)                          |
| 53 | Zio Paperone e la magica atmosfera di Natale             | Fabio Michelini                         | Luciano Gatto                              | 1989           | Oscar Wilde, Il gigante egoista                                         |
| 54 | Buck alias Pluto e il richiamo della foresta             | Guido Martina                           | Romano Scarpa                              | 1985           | Jack London, Il richiamo della foresta                                  |
| 55 | La disfida di Paperetta                                  | Giulio Chierchini                       | Giulio Chierchini                          | 1982           | Disfida di Barletta                                                     |
| 56 | I racconti di Edgar Allan Top                            | Mario Volta                             | Giampiero Ubezio                           | 1993-1994      | Edgar Allan Poe, La caduta della casa degli Usher e La lettera rubata   |
| 57 | Paper Alì                                                | Osvaldo Pavese                          | Guido Scala                                | 1985           | Le mille e una notte                                                    |
| 58 | Paperino e il flauto magico                              | Alessandro Bencivenni                   | Massimo De Vita                            | 1986           | Wolfgang Amadeus Mozart, Il flauto magico                               |
| 59 | Il mistero dei candelabri                                | Giovan Battista Carpi                   | Giovan Battista Carpi                      | 1989           | Victor Hugo, I miserabili                                               |
| 60 | Piccole papere                                           | Claudia Salvatori                       | Lino Gorlero                               | 1992           | Louisa May Alcott, Piccole donne                                        |
| 61 | Topolino sull'Orient Express                             | Pierfrancesco Prosperi                  | Luciano Gatto                              | 1985           | Agatha Christie, Assassinio sull'Orient Express                         |
| 62 | Paperino in: Il mondo perduto                            | François Corteggiani                    | Giorgio Cavazzano                          | 1995           | Arthur Conan Doyle, Il mondo perduto                                    |
| 63 | Paperino e la nipote del Corsaro Nero                    | Luciano Bottaro                         | Luciano Bottaro                            | 1977           | Emilio Salgari, Jolanda, la figlia del Corsaro Nero                     |
| 64 | I misteri della giungla nera                             | Bruno Sarda                             | Giampiero Ubezio                           | 1991           | Emilio Salgari, I misteri della jungla nera                             |
| 65 | Dall'"Inferno" a Un papero bisbetico                     | Silvano Mezzavilla                      | Giorgio Cavazzano                          | 1998           | William Shakespeare, La bisbetica domata                                |
| 66 | Paperino e il re del fiume d'oro                         | Guido Martina                           | Giovan Battista Carpi                      | 1961           | John Ruskin, Il re del fiume d'oro                                      |
| 67 | Topolino e la fiamma eterna di Kalhoa                    | Romano Scarpa                           | Romano Scarpa                              | 1961           | Lyman Young, La misteriosa fiamma della regina Loana                    |
| 68 | Paperino e il tesoro di Papero Magno                     | Luciano Bottaro                         | Luciano Bottaro                            | 1972           | Ciclo carolingio                                                        |
| 69 | Paperin Sigfrido e l'oro del Reno                        | Osvaldo Pavese                          | Guido Scala                                | 1989           | Canzone dei Nibelunghi                                                  |
| 70 | Topolino e gli ammutinati del Daunty                     | Giorgio Ferrari                         | Sergio Asteriti                            | 1984           | Gli ammutinati del Bounty (regia di Lewis Milestone)                    |
| 71 | Dick Pipp                                                | Bruno Sarda                             | Giampiero Ubezio                           | 1992           | Dick Tracy                                                              |
| 72 | Pippoparodie: Don Pippo Chisciotte                       | Carl Fallberg                           | Hector Adolfo de Urtiága                   | 1987           | Miguel de Cervantes, Don Chisciotte della Mancia                        |
| 73 | Pippoparodie: Pippo e Cleopatra                          | Carl Fallberg                           | Hector Adolfo de Urtiága                   | 2000           | Cleopatra                                                               |
| 74 | Pippoparodie: Pippo Stradivari                           | Carl Fallberg                           | Anibal Uzál                                | 1989           | Antonio Stradivari                                                      |
| 75 | Pippoparodie: Pippo Strauss                              | Carl Fallberg                           | Hector Adolfo de Urtiága                   | 1987           | Johann Strauss                                                          |
| 76 | Pippoparodie: Pippo Goethe                               | Carl Fallberg                           | Anibal Uzál, Hector Adolfo de Urtiága      | 2000           | Johann Wolfgang von Goethe                                              |
| 77 | Pippoparodie: L'invisibile Pippo                         | Greg Crosby                             | Hector Adolfo de Urtiága, Horacio Saavedra | 1981           | H. G. Wells, L'uomo invisibile                                          |
| 78 | Pippoparodie: Pippo Gutenberg                            | Cal Howard                              | Al Hubbard, Hector Adolfo de Urtiága       | 1978           | Johannes Gutenberg                                                      |

### I classici della letteratura Disney
Negli anni 2000, in allegato ai periodici RCS, furono pubblicati 30 volumi che ristampavano gran parte delle parodie della precedente collana (a differenza di questa, generalmente con più storie in un solo volume), includendo anche parodie realizzate successivamente e occasionalmente altre storie brevi (non considerabili parodie). Questa serie, denominata I classici della letteratura Disney, fu pubblicata anche in Regno Unito, Irlanda, Spagna e Brasile.
Negli anni 2010 la collana ebbe una seconda edizione, sempre in allegato ai periodici RCS, con 10 nuovi volumi di parodie. Questa seconda edizione ha avuto due ristampe negli anni 2020, denominate l'una Capolavori della letteratura e l'altra Classici della letteratura, pubblicate rispettivamente da GEDI e RBA.
| Volume | Volume | Storie                                                           | Testo                                                   | Disegni                     | Anno di uscita | Oggetto della parodia/storia                                                 |
| #      | #      | Storie                                                           | Testo                                                   | Disegni                     | Anno di uscita | Oggetto della parodia/storia                                                 |
| ------ | ------ | ---------------------------------------------------------------- | ------------------------------------------------------- | --------------------------- | -------------- | ---------------------------------------------------------------------------- |
| 1      | 15     | I promessi paperi                                                | Edoardo Segantini                                       | Giulio Chierchini           | 1976           | Alessandro Manzoni, I promessi sposi                                         |
| 1      | 15     | I promessi topi                                                  | Bruno Sarda                                             | Franco Valussi              | 1989           | Alessandro Manzoni, I promessi sposi                                         |
| 2      | 2      | Paperodissea                                                     | Guido Martina                                           | Pier Lorenzo De Vita        | 1961           | Omero, Iliade e Odissea                                                      |
| 2      | 2      | Paperiade                                                        | Guido Martina                                           | Luciano Bottaro             | 1959           | Omero, Iliade e Odissea                                                      |
| 2      | 2      | Topolino e il ritorno del Cavallo di Troia                       | Bob Langhans                                            | Cèsar Ferioli Pelaez        | 1992           | Cavallo di Troia                                                             |
| 3      | 7      | Inferno di Topolino                                              | Guido Martina                                           | Angelo Bioletto             | 1949-1950      | Dante Alighieri, Inferno                                                     |
| 3      | 7      | Inferno di Paperino                                              | Giulio Chierchini, Massimo Marconi                      | Giulio Chierchini           | 1987           | Dante Alighieri, Inferno                                                     |
| 3      | 7      | Messer Papero e il ghibellin fuggiasco                           | Guido Martina, Giovan Battista Carpi                    | Giovan Battista Carpi       | 1983           | Dante Alighieri                                                              |
| 4      | 19     | Paperino Don Chisciotte                                          | Guido Martina                                           | Pier Lorenzo De Vita        | 1956           | Miguel de Cervantes, Don Chisciotte della Mancia                             |
| 4      | 19     | Don Chisciotte a Topolinia                                       | Pat McGreal                                             | Francisco Rodriguez Peinado | 1997           | Miguel de Cervantes, Don Chisciotte della Mancia                             |
| 4      | 19     | El Kid Campeador                                                 | Guido Martina                                           | Luciano Bottaro             | 1959           | Cantare del Cid                                                              |
| 5      | 23     | Paperino e i tre moschettieri                                    | Guido Martina                                           | Pier Lorenzo De Vita        | 1957           | Alexandre Dumas padre, I tre moschettieri                                    |
| 5      | 23     | Paperino e la maschera di ferro                                  | Frank Gordon Payne                                      | Francesc Bargadà Studio     | 1984           | Alexandre Dumas padre, Il visconte di Bragelonne                             |
| 5      | 23     | Paperin Fracassa                                                 | Guido Martina                                           | Romano Scarpa               | 1967           | Théophile Gautier, Il Capitan Fracassa                                       |
| 6      | 13     | I viaggi di Papergulliver                                        | Osvaldo Pavese                                          | Guido Scala                 | 1984           | Jonathan Swift, I viaggi di Gulliver                                         |
| 6      | 13     | Il novello Gulliver                                              | Vic Lockman                                             | Paul Murry                  | 1966           | Jonathan Swift, I viaggi di Gulliver                                         |
| 6      | 13     | La freccia pera                                                  | Bruno Sarda                                             | Francesc Bargadà Studio     | 1994           | Robert Louis Stevenson, La freccia nera                                      |
| 6      | 13     | Lo strano caso del dottor Paper e di mister Paperyde             | Staff di If                                             | Alberico Motta              | 1984           | Robert Louis Stevenson, Lo strano caso del dottor Jekyll e del signor Hyde   |
| 7      | 22     | Le avventure di Top Sawyer                                       | Fabio Michelini                                         | Maria Luisa Uggetti         | 1990           | Mark Twain, Le avventure di Tom Sawyer                                       |
| 7      | 22     | Paperina nel fantastico mondo di Ot                              | Sauro Pennacchioli                                      | Alberico Motta              | 1987           | L. Frank Baum, Il meraviglioso mago di Oz                                    |
| 7      | 22     | Paperoga e le avventure di Paper-Hur                             | Ivan Saidenberg                                         | Irineu Soares Rodrigues     | 1984           | Lew Wallace, Ben-Hur                                                         |
| 8      | 21     | Topolino e i cavalieri della Tavola Rotonda                      | Sisto Nigro                                             | Giampiero Ubezio            | 1988           | Ciclo arturiano (Re Artù, cavalieri della Tavola Rotonda, Tristano e Isotta) |
| 8      | 21     | Ser Topolino e i cavalieri della Tavola Rotonda                  | Vic Lockman                                             | Paul Murry                  | 1966           | Ciclo arturiano (Re Artù, cavalieri della Tavola Rotonda, Tristano e Isotta) |
| 8      | 21     | La leggenda di Papertù                                           | Sauro Pennacchioli                                      | Sandro Dossi                | 1988           | Ciclo arturiano (Re Artù, cavalieri della Tavola Rotonda, Tristano e Isotta) |
| 8      | 21     | Paperino e Paperotta                                             | Alberto Autelitano, Luciano Bottaro                     | Luciano Bottaro             | 1996           | Ciclo arturiano (Re Artù, cavalieri della Tavola Rotonda, Tristano e Isotta) |
| 9      | 11     | Guerra e pace                                                    | Giovan Battista Carpi                                   | Giovan Battista Carpi       | 1986           | Lev Tolstoj, Guerra e pace                                                   |
| 9      | 11     | Topolino e il segreto di Napoleone                               | Bruno Concina                                           | Massimo De Vita             | 1985           | Napoleone Bonaparte                                                          |
| 9      | 11     | Topolino in: Relitto e castigo                                   | Guido Scala                                             | Guido Scala                 | 1993           | Fëdor Dostoevskij, Delitto e castigo                                         |
| 10     | 10     | Paperino di Münchhausen                                          | Guido Martina                                           | Pier Lorenzo De Vita        | 1958           | Rudolf Erich Raspe, Le avventure del barone di Münchhausen                   |
| 10     | 10     | Il dottor Paperus                                                | Carlo Chendi                                            | Luciano Bottaro             | 1958           | Johann Wolfgang von Goethe, Faust                                            |
| 10     | 10     | Paperino e il flauto magico                                      | Alessandro Bencivenni                                   | Massimo De Vita             | 1986           | Wolfgang Amadeus Mozart, Il flauto magico                                    |
| 11     | 3      | Paperino e l'isola del tesoro                                    | Luciano Bottaro                                         | Luciano Bottaro             | 1959           | Robert Louis Stevenson, L'isola del tesoro                                   |
| 11     | 3      | Zio Paperone in... Capitani coraggiosi                           | Guido Scala                                             | Guido Scala                 | 1996           | Rudyard Kipling, Capitani coraggiosi                                         |
| 11     | 3      | Il fantasma di Canterville                                       | Alessandro Sisti                                        | Roberto Marini              | 1990           | Oscar Wilde, Il fantasma di Canterville                                      |
| 12     | 14     | Paperopoli liberata                                              | Guido Martina                                           | Giovan Battista Carpi       | 1967           | Torquato Tasso, Gerusalemme liberata                                         |
| 12     | 14     | Paperin furioso                                                  | Luciano Bottaro                                         | Luciano Bottaro             | 1966           | Ludovico Ariosto, Orlando furioso                                            |
| 12     | 14     | Zio Paperone e la lampada del paladino                           | Giorgio Bordini                                         | Giorgio Bordini             | 1990           | —                                                                            |
| 13     | 29     | La storia di Marco Polo detta Il Milione                         | Guido Martina, Romano Scarpa                            | Romano Scarpa               | 1982           | Marco Polo, Il milione                                                       |
| 13     | 29     | Zio Paperone e il tesoro di Marco Polo                           | Carl Fallberg                                           | Tony Strobl                 | 1973           | Marco Polo                                                                   |
| 13     | 29     | Paolino Pocatesta e la bella Franceschina                        | Guido Martina                                           | Giovan Battista Carpi       | 1980           | Paolo e Francesca                                                            |
| 14     | 25     | Paperino il paladino                                             | Luciano Bottaro                                         | Luciano Bottaro             | 1960           | Matteo Maria Boiardo, Orlando innamorato                                     |
| 14     | 25     | Paperino e i Cavalieri delle Slitte Volanti                      | Carl Barks                                              | Carl Barks                  | 1959           | —                                                                            |
| 14     | 25     | Paperin Meschino                                                 | Guido Martina                                           | Pier Lorenzo De Vita        | 1958           | Andrea da Barberino, Guerin Meschino                                         |
| 15     | 18     | La trilogia di Paperin Sigfrido e l'oro del Reno                 | Osvaldo Pavese                                          | Guido Scala                 | 1989           | Canzone dei Nibelunghi                                                       |
| 15     | 18     | Zio Paperone e il Valhalla Cosmico                               | Carl Barks                                              | Carl Barks                  | 1961           | —                                                                            |
| 15     | 18     | Paperino e "I dolori di un giovane papero"                       | Osvaldo Pavese                                          | Guido Scala                 | 1992           | Johann Wolfgang von Goethe, I dolori del giovane Werther                     |
| 16     | 5      | Paperino e il conte di Montecristo                               | Guido Martina                                           | Luciano Bottaro             | 1957           | Alexandre Dumas padre, Il conte di Montecristo                               |
| 16     | 5      | Le straordinarie avventure di Paperino Girandola                 | Guido Martina                                           | Pier Lorenzo De Vita        | 1959           | Albert Robida, Viaggi straordinarissimi di Saturnino Farandola               |
| 16     | 5      | Paperin Caramba y Carmen Olè                                     | Guido Martina                                           | Giovan Battista Carpi       | 1979           | Prosper Mérimée, Carmen                                                      |
| 17     | 27     | Paperin Babà                                                     | Carlo Chendi                                            | Luciano Bottaro             | 1961           | Le mille e una notte                                                         |
| 17     | 27     | Le avventure di Paperin-Simbad                                   | Giorgio Ferrari                                         | Miquel Pujol                | 1985           | Le mille e una notte                                                         |
| 17     | 27     | Paper-Alì e la brocca di Mustafà                                 | Osvaldo Pavese                                          | Guido Scala                 | 1985           | Le mille e una notte                                                         |
| 17     | 27     | Paper-Alì e il tappeto volante                                   | Osvaldo Pavese                                          | Guido Scala                 | 1985           | Le mille e una notte                                                         |
| 17     | 27     | Paper-Alì e la scalata al monte Omar                             | Osvaldo Pavese                                          | Guido Scala                 | 1985           | Le mille e una notte                                                         |
| 18     | 31     | Paperino e il vento del Sud                                      | Guido Martina                                           | Giovan Battista Carpi       | 1982           | Margaret Mitchell, Via col vento                                             |
| 18     | 31     | Piccole papere                                                   | Claudia Salvatori                                       | Lino Gorlero                | 1992           | Louisa May Alcott, Piccole donne                                             |
| 19     | 9      | Il mistero dei candelabri                                        | Giovan Battista Carpi                                   | Giovan Battista Carpi       | 1989           | Victor Hugo, I miserabili                                                    |
| 19     | 9      | Paperin di Tarascona                                             | Guido Martina                                           | Luciano Bottaro             | 1957           | Alphonse Daudet, Tartarino di Tarascona                                      |
| 20     | 1      | Canto di Natale                                                  | Guido Martina                                           | José Colomer Fonts          | 1982           | Charles Dickens, Canto di Natale                                             |
| 20     | 1      | Paperino e il canto di Natale                                    | Carl Barks                                              | Carl Barks                  | 1976           | Festività natalizie                                                          |
| 20     | 1      | Paperino e la fiaba natalizia                                    | Carl Barks                                              | Carl Barks                  | 1945           | Festività natalizie                                                          |
| 20     | 1      | Il ritratto di Zio Paperone                                      | Caterina Mognato                                        | Valerio Held                | 1996           | Oscar Wilde, Il ritratto di Dorian Gray                                      |
| 21     | 34     | Paperino e il giro del mondo in otto giorni                      | Carlo Chendi                                            | Giovan Battista Carpi       | 1961           | Jules Verne, Il giro del mondo in ottanta giorni                             |
| 21     | 34     | Topolino corriere dello zar                                      | Gian Giacomo Dalmasso                                   | Giovan Battista Carpi       | 1966           | Jules Verne, Michele Strogoff                                                |
| 21     | 34     | Paperino e le 20mila beghe sotto i mari                          | Massimo Marconi                                         | Luciano Gatto               | 1975           | Jules Verne, Ventimila leghe sotto i mari                                    |
| 22     | 6      | Sandopaper e la Perla di Labuan                                  | Giovan Battista Carpi, Michele Gazzarri                 | Giovan Battista Carpi       | 1976           | Emilio Salgari, Le tigri di Mompracem                                        |
| 22     | 6      | I misteri della giungla nera                                     | Bruno Sarda                                             | Giampiero Ubezio            | 1991           | Emilio Salgari, I misteri della jungla nera                                  |
| 22     | 6      | Paperino e la Nipote del Corsaro Nero                            | Luciano Bottaro                                         | Luciano Bottaro             | 1977           | Emilio Salgari, Jolanda, la figlia del Corsaro Nero                          |
| 23     | 35     | Paperino e il Signore del padello                                | Giorgio Pezzin                                          | Franco Valussi              | 1995           | J. R. R. Tolkien, Il Signore degli Anelli                                    |
| 23     | 35     | Paperino missione Bob Fingher                                    | Carlo Chendi                                            | Giovan Battista Carpi       | 1966           | Missione Goldfinger (regia di Guy Hamilton)                                  |
| 23     | 35     | Il caso delle perle rubate                                       | Dick Kinney                                             | Al Hubbard                  | 1966           | 01 Paperbond (parodia di James Bond)                                         |
| 24     | 33     | I racconti di Edgar Allan Top: La casa del fantasma distratto    | Mario Volta                                             | Giampiero Ubezio            | 1993           | Edgar Allan Poe, La caduta della casa degli Usher                            |
| 24     | 33     | I racconti di Edgar Allan Top: I misteri della Rue Toporgue      | Mario Volta                                             | Giampiero Ubezio            | 1994           | Edgar Allan Poe, I delitti della Rue Morgue                                  |
| 24     | 33     | I racconti di Edgar Allan Top: La casa del fantasma distratto    | Mario Volta                                             | Silvio Camboni              | 1995           | Edgar Allan Poe, Lo scarabeo d'oro                                           |
| 24     | 33     | I racconti di Edgar Allan Top: La casa del fantasma distratto    | Mario Volta                                             | Giampiero Ubezio            | 1994           | Edgar Allan Poe, La lettera rubata                                           |
| 25     | 37     | Topolino e la guerra dei mondi                                   | Alessandro Sisti                                        | Maria Luisa Uggetti         | 1987           | H. G. Wells, La guerra dei mondi                                             |
| 25     | 37     | Il teatro Alambrah presenta: Il visconte dimezzato               | Francesco Artibani, Lello Arena                         | Silvia Ziche                | 1993           | Italo Calvino, Il visconte dimezzato                                         |
| 25     | 37     | Topolino e il fantasma canoro                                    | Alessandro Bottero, Francesco Artibani, Silvano Carroli | Valerio Held                | 1993           | Gaston Leroux, Il fantasma dell'Opera                                        |
| 26     | 30     | Zio Paperone e... Il vecchio e il mare                           | Guido Scala                                             | Guido Scala                 | 1987           | Ernest Hemingway, Il vecchio e il mare                                       |
| 26     | 30     | Per chi suona il campanello                                      | Alessandro Sisti                                        | Graziano Barbaro            | 1999           | Ernest Hemingway, Per chi suona la campana                                   |
| 26     | 30     | Zio Paperone e il Grande Papero                                  | Nino Russo                                              | Corrado Mastantuono         | 1992           | George Orwell, 1984                                                          |
| 26     | 30     | Le metamorfosi di un papero                                      | Nino Russo                                              | Andrea Freccero             | 1991           | Franz Kafka, La metamorfosi                                                  |
| 27     | 38     | Paperino-Amleto principe di Dunimarca                            | Gian Giacomo Dalmasso                                   | Giovan Battista Carpi       | 1960           | William Shakespeare, Amleto                                                  |
| 27     | 38     | Paperino Otello                                                  | Gian Giacomo Dalmasso                                   | Giorgio Bordini             | 1972           | William Shakespeare, Otello                                                  |
| 27     | 38     | Paperon Bisbeticus domato                                        | Silvano Mezzavilla                                      | Giorgio Cavazzano           | 1998           | William Shakespeare, La bisbetica domata                                     |
| 28     | 26     | Zio Paperone e la Locandiera                                     | Massimo Marconi, Alessandro Bencivenni                  | Maurizio Amendola           | 1989           | Carlo Goldoni, La locandiera                                                 |
| 28     | 26     | Sior Papero Brontolon                                            | Sandra Verda                                            | Sandro Del Conte            | 1992           | Carlo Goldoni, Sior Todero brontolon                                         |
| 28     | 26     | Paperino e... I Masnadieri                                       | Osvaldo Pavese                                          | Guido Scala                 | 1993           | Friedrich Schiller, I masnadieri                                             |
| 28     | 26     | La leggenda di Paper Tell                                        | Guido Scala                                             | Guido Scala                 | 1988           | Guglielmo Tell                                                               |
| 29     | 39     | L'importanza di chiamarsi Papernesto                             | Carlo Panaro                                            | Lino Gorlero                | 1994           | Oscar Wilde, L'importanza di chiamarsi Ernesto                               |
| 29     | 39     | Il Teatro Alambrah presenta: Miseria e nobiltà                   | Francesco Artibani, Lello Arena                         | Giorgio Cavazzano           | 1993           | Eduardo Scarpetta, Miseria e nobiltà                                         |
| 29     | 39     | Paperino mercante di Venezia                                     | Staff di If                                             | Francesc Bargadà Studio     | 1982           | William Shakespeare, Il mercante di Venezia                                  |
| 29     | 39     | L'amorosa istoria di Paperomeo e Gioietta Paperina               | Guido Martina                                           | Romano Scarpa               | 1979           | William Shakespeare, Romeo e Giulietta                                       |
| 30     | 17     | Zio Paperone e "L'avaro" di Molière                              | Alessandro Bencivenni                                   | Sandro Del Conte            | 1985           | Molière, L'avaro                                                             |
| 30     | 17     | Il teatro Alambrah presenta: "Le furberie di Scapino" di Molière | Francesco Artibani, Lello Arena                         | Silvia Ziche                | 1994           | Molière, Le furberie di Scapino                                              |
| 30     | 17     | Paperino barbiere di Siviglia                                    | Gian Giacomo Dalmasso                                   | Pier Lorenzo De Vita        | 1962           | Pierre-Augustin Caron de Beaumarchais, Il barbiere di Siviglia               |
| 30     | 17     | Paperin de Paperac                                               | Gian Giacomo Dalmasso                                   | Luciano Bottaro             | 1967           | Edmond Rostand, Cyrano de Bergerac                                           |
| —      | 4      | Zio Paperone e il viaggio al centro della Terra                  | Fabio Michelini                                         | Guido Scala                 | 1984           | Jules Verne, Viaggio al centro della Terra                                   |
| —      | 4      | Paperino e Paperoga al centro della terra                        | Rudy Salvagnini                                         | Silvio Camboni              | 2005           | Jules Verne, Viaggio al centro della Terra                                   |
| —      | 4      | Pippo Frankenstein                                               | Greg Crosby                                             | Hector Adolfo de Urtiága    | 1979           | Mary Shelley, Frankenstein o il moderno Prometeo                             |
| —      | 4      | Paperino e il magazzino dei mondi                                | Fabio Michelini                                         | Paolo Ongaro                | 1989           | Robert Sheckley, Il magazzino dei mondi                                      |
| —      | 8      | Paperin-Tarzan e il richiamo della foresta                       | Guido Martina                                           | Giulio Chierchini           | 1979           | Edgar Rice Burroughs, Tarzan delle Scimmie                                   |
| —      | 8      | Topolino e il Pippotarzan                                        | Romano Scarpa                                           | Romano Scarpa               | 1957           | Edgar Rice Burroughs, Tarzan delle Scimmie                                   |
| —      | 8      | La leggenda di Paperin Hood                                      | Romano Scarpa                                           | Romano Scarpa               | 1960           | Robin Hood                                                                   |
| —      | 12     | Topolino e il piffero magico                                     | Sergio Asteriti                                         | Sergio Asteriti             | 1994           | Il pifferaio di Hamelin                                                      |
| —      | 12     | Paperino e Paperoga e i topi fantasma                            | Lars Jensen                                             | Flemming Andersen           | 2003           | Il pifferaio di Hamelin                                                      |
| —      | 12     | I Bassotti e il piffero ballerino                                | Carlo Panaro                                            | Francesco Guerrini          | 2007           | Il pifferaio di Hamelin                                                      |
| —      | 12     | Minni e il re dei topi                                           | Staff di If                                             | Sergio Asteriti             | 1988           | E.T.A. Hoffmann, Schiaccianoci e il re dei topi                              |
| —      | 12     | La vera storia di Novecento                                      | Alessandro Baricco, Tito Faraci                         | Giorgio Cavazzano           | 2008           | Alessandro Baricco, Novecento                                                |
| —      | 16     | Topolino sull'Orient Express                                     | Pierfrancesco Prosperi                                  | Luciano Gatto               | 1985           | Agatha Christie, Assassinio sull'Orient Express                              |
| —      | 16     | Topolino in: Il nome della mimosa                                | Bruno Sarda                                             | Giampiero Ubezio            | 1988           | Umberto Eco, Il nome della rosa                                              |
| —      | 16     | Topolino e la maschera di Red Fox                                | Stefano Ambrosio                                        | Giampaolo Soldati           | 2003           | Zorro                                                                        |
| —      | 20     | Topolino e l'ultimo dei Mohigatti                                | Sisto Nigro                                             | Graziano Barbaro            | 2000           | James Fenimore Cooper, L'ultimo dei Mohicani                                 |
| —      | 20     | C'era una volta Mickey Montana                                   | Stefano Ambrosio                                        | Roberto Vian                | 2000           | —                                                                            |
| —      | 20     | Paperin Crusoe                                                   | Staff di If                                             | Staff di If                 | 1993           | Daniel Defoe, Robinson Crusoe                                                |
| —      | 20     | Paperina Crusoe                                                  | François Corteggiani                                    | Emanuele Barison            | 1998           | Daniel Defoe, Robinson Crusoe                                                |
| —      | 24     | Il principe e il povero                                          | —                                                       | Sergio Asteriti             | 1992           | Mark Twain, Il principe e il povero                                          |
| —      | 24     | Paperino fornaretto di Venezia                                   | Abramo Barosso, Osvaldo Pavese                          | Giovan Battista Carpi       | 1964           | Francesco Dall'Ongaro, Il fornaretto                                         |
| —      | 24     | Il romanzo di un papero povero                                   | Guido Martina                                           | Giovan Battista Carpi       | 1967           | Octave Feuillet, Il romanzo di un giovane povero                             |
| —      | 28     | Paperino in: Il mondo perduto                                    | François Corteggiani                                    | Giorgio Cavazzano           | 1995           | Arthur Conan Doyle, Il mondo perduto                                         |
| —      | 28     | Topolino e la giungla dei barbuti esploratori perduti            | Augusto Macchetti                                       | Sergio Asteriti             | 2011           | —                                                                            |
| —      | 28     | Ser Lock e la parata musicale                                    | Cal Howard                                              | James Diaz Studio           | 1978           | Ser Lock (parodia di Sherlock Holmes)                                        |
| —      | 28     | Daisy Holmes e lo studio in rosso                                | Claudia Salvatori                                       | Stefano Intini              | 1995           | Arthur Conan Doyle, Uno studio in rosso                                      |
| —      | 32     | Buck alias Pluto e il richiamo della foresta                     | Guido Martina                                           | Romano Scarpa               | 1985           | Jack London, Il richiamo della foresta                                       |
| —      | 32     | Paperinik e l'arca dimenticata                                   | Bruno Concina                                           | Massimo De Vita             | 1986           | I predatori dell'arca perduta (regia di Steven Spielberg)                    |
| —      | 32     | Tre paperi in barca (per tacer del gatto)                        | Guido Martina                                           | Giancarlo Gatti             | 1976           | Jerome K. Jerome, Tre uomini in barca (per tacer del cane)                   |
| —      | 36     | Dracula di Bram Topker                                           | Bruno Enna                                              | Fabio Celoni                | 2012           | Bram Stoker, Dracula                                                         |
| —      | 36     | Paperino e l'avventura in Transilvania                           | Claudia Salvatori                                       | Massimo De Vita             | 1986           | Bram Stoker, Dracula                                                         |
| —      | 36     | Zio Paperone e la cassapanca transilvana                         | Giulio Chierchini                                       | Giulio Chierchini           | 1981           | Bram Stoker, Dracula                                                         |
| —      | 36     | Quacklight - Vampiri fascinosi a Paperopoli                      | Roberto Gagnor                                          | Giorgio Cavazzano           | 2010           | Stephenie Meyer, Twilight                                                    |
| —      | 40     | Topolino nel favoloso regno di Shan-Grillà                       | Romano Scarpa                                           | Romano Scarpa               | 1961           | James Hilton, Orizzonte perduto                                              |
| —      | 40     | L'ombra del drago                                                | Tito Faraci                                             | Paolo Mottura               | 1999           | Yamamoto Tsunetomo, Hagakure                                                 |
| —      | 40     | Paperino nel Paese del Sol Levante                               | Ennio Missaglia                                         | Valerio Held                | 1989           | —                                                                            |